# Étangs, landes, vallons tourbeux humides et ruisseaux à écrevisses de Chambaran
Étangs, landes, vallons tourbeux humides et ruisseaux à écrevisses de Chambaran este o arie protejată (sit de importanță comunitară — SCI) din Franța întinsă pe o suprafață de 2.480 ha, integral pe uscat.

## Localizare
Centrul sitului Étangs, landes, vallons tourbeux humides et ruisseaux à écrevisses de Chambaran este situat la coordonatele 45°17′00″N 5°10′43″E / 45.2832°N 5.17863°E.

## Înființare
Situl Étangs, landes, vallons tourbeux humides et ruisseaux à écrevisses de Chambaran a fost declarat arie specială de conservare în baza directivei 92/43 din 1992 referitoare la conservarea habitatelor naturale și a faunei și florei sălbatice pentru a proteja 16 specii de animale.

## Biodiversitate
Situată în ecoregiunea continentală, aria protejată conține 11 habitate naturale: Ape stătătoare oligotrofe până la mezotrofe, cu vegetație de Littorelletea uniflorae și/sau de Isoëto-Nanojuncetea, Lacuri eutrofice naturale cu vegetație de tip Magnopotamion sau Hydrocharition, Pajiști cu Molinia pe soluri calcaroase, turboase sau argilos-nămoloase (Molinion caeruleae), Liziere de ierburi înalte hidrofile de câmpie și de nivel montan până la alpin, Fânețe de joasă altitudine (Alopecurus pratensis, Sanguisorba officinalis), Păduri de stejar sau de stejar și carpen sub-atlantice și medio-europene de Carpinion betuli, Păduri acidofile de stejar bătrân cu Quercus robur pe câmpii nisipoase, Mlaștini împădurite, Păduri aluvionare cu Alnus glutinosa și Fraxinus excelsior (Alno-Padion, Alnion incanae, Salicion albae), Cursuri de apă de la nivel de câmpie la nivel montan, cu vegetație Ranunculion fluitantis și Callitricho-Batrachion, Pajiști uscate europene.
La baza desemnării sitului se află mai multe specii protejate:
- amfibieni (2): izvoraș-cu-burta-galbenă (Bombina variegata), triton cu creastă (Triturus cristatus)
- mamifere (9): liliac cârn (Barbastella barbastellus), castor (Castor fiber), liliac cu aripi lungi (Miniopterus schreibersii), liliac cu urechi mari (Myotis bechsteinii), liliac cu urechi de șoarece (Myotis blythii), liliac cărămiziu (Myotis emarginatus), liliac comun (Myotis myotis), liliacul mare cu potcoavă (Rhinolophus ferrumequinum), liliacul mic cu potcoavă (Rhinolophus hipposideros)
- nevertebrate (4): Austropotamobius pallipes, fluturele auriu (Euphydryas aurinia), rădașcă (Lucanus cervus), Oxygastra curtisii
- pești (1): zglăvoacă (Cottus gobio)

Pe lângă speciile protejate, pe teritoriul sitului au mai fost identificate 21 de specii de plante, 2 specii de amfibieni, 15 specii de mamifere, 7 specii de nevertebrate, 3 specii de reptile.